# Some Girls Do
Some Girls Do è il sesto album in studio della cantante canadese Lee Aaron, pubblicato nel 1991.

## Tracce
1. Some Girls Do (Lee Aaron, John Albani) – 3:37
2. Crazy in Love (Aaron, Albani) – 3:50
3. Hands Off the Merchandise (Aaron, Albani, Marvin Birt) – 3:29
4. Wild at Heart (Aaron, Albani, Stan Meissner) – 4:05
5. Sex with Love (Aaron, Albani) – 4:42
6. (You Make Me) Wanna Be Bad (Aaron, Albani, Andy Curran) – 3:53
7. Tuff Love (Aaron, Albani) – 4:35
8. Motor City Boy (Aaron, Albani) – 4:16
9. Love Crimes (Aaron, Albani, Meissner) – 3:55
10. Can't Stand the Heat (Aaron, Albani, Paul Sabu) – 3:44
11. Dangerous (Aaron, Albani, Jim Vallance) – 3:37
12. Tell Me Something Good (Stevie Wonder) – 4:39
13. Peace on Earth (Aaron, Albani) – 5:11